# Vinternatten
Vinternatten är ett julalbum med Sanna Nielsen, utgivet 21 november 2012.

## Låtlista
| 1.  | Jul, jul, strålande jul                     | Edvard Evers, Gustaf Nordqvist                                     | 3:20 |
| 2.  | Viskar ömt mitt namn                        | Liselott Liljefjäll, Sanna Nielsen, Joakim Ramsell                 | 3:22 |
| 3.  | Bleeding Love                               | Jesse McCartney, Ryan Tedder                                       | 4:28 |
| 4.  | Angel                                       | Sarah McLachlan                                                    | 4:38 |
| 5.  | O helga natt ("Cantique de Noël")           | Adolphe Adam                                                       | 4:36 |
| 6.  | Drummer Boy                                 | Katherine Kennicott Davis, Henry Onorati, Harry Simeone            | 3:35 |
| 7.  | Koppången                                   | Py Bäckman, Pereric Moraeus                                        | 4:38 |
| 8.  | Utan dina andetag                           | Joakim Berg                                                        | 4:00 |
| 9.  | I'm in Love (balladversion)                 | Peter Boström, Thomas G:Son, Bobby Ljunggren, Irini Michas         | 3:02 |
| 10. | Stilla natt ("Stille Nacht, heilige Nacht") | Franz Xaver Gruber, Egil Monn-Iversen, Joseph Mohr, Joakim Ramsell | 3:26 |
| 11. | Vinternatten (In the Bleak Midwinter)       | Gustav Holst, Sanna Nielsen, Christina Rossetti                    | 3:08 |
| 12. | Ave Maria                                   | traditionell                                                       | 4:57 |

## Listplaceringar
| Lista (2012-2013) | Topplacering |
| ----------------- | ------------ |
| Sverige           | 5            |

### Fotnoter
1. ↑  ”Vinternatten”. Hitparad. http://hitparad.se/showitem.asp?interpret=Sanna+Nielsen&titel=Vinternatten&cat=a. Läst 14 december 2012.